# César Boutteville
César Boutteville (24 tháng 6 năm 1917 – 21 tháng 5 năm 2015) là một kỳ thủ cờ vua người Pháp gốc Việt Nam

## Tiểu sử và sự nghiệp
César Boutteville có cha là người Pháp và mẹ là người Việt Nam. Ông sinh ra ở Thịnh Hào, ngày nay thuộc địa phận quận Đống Đa ở Hà Nội. Ông cùng gia đình chuyển sang Pháp năm 1929. Cả gia đình sống tại Boulogne-sur-Mer, sau đó chàng thanh niên César tiếp tục công việc học hành ở Roubaix.
Boutteville đã giành được chức vô địch cờ vua Pháp 6 lần (1945, 1950, 1954, 1955, 1959 và 1967), và cũng 6 lần giành được chức vô địch giải cờ Paris (1944, 1945, 1946, 1952, 1961 và 1972).
Boutteville khoác áo đội tuyển Pháp tham dự Olympiad cờ vua 7 lần từ 1956 đến 1968. Ông cũng có mặt trong các trận giao hữu cờ vua giữa Pháp với Thuỵ Sĩ (1946), Úc (1946), Tiệp Khắc (1947) và Liên Xô (1954).
Ngoài ra thành tích ở một số giải khác của Boutteville là hạng ba giải Paris 1962/63, đồng hạng 10 tại Bordeaux và đồng hạng 8-10 tại Le Havre năm 1966 (Bent Larsen vô địch).
Khi đã ngoài 90 tuổi, sau một thời gian dài nghỉ ngơi, ông quay trở lại các giải đấu, thi đấu cho câu lạc bộ ở Le Chesnay. Ông qua đời tại nhà riêng ở Versailles vào ngày 21 tháng 5 năm 2015.